# Malacothamnus jonesii
Malacothamnus jonesii är en malvaväxtart som först beskrevs av Philip Alexander Munz, och fick sitt nu gällande namn av Thomas Henry Kearney. Malacothamnus jonesii ingår i släktet Malacothamnus och familjen malvaväxter. Inga underarter finns listade i Catalogue of Life.